# Distrito de Río Grande (Condesuyos)

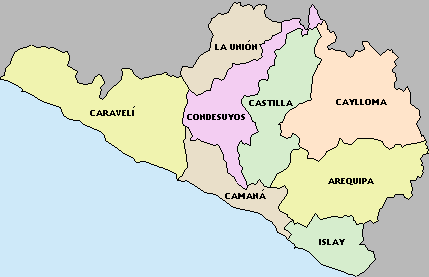
Provincias de Arequipa

El distrito de Río Grande es uno de los ocho distritos que conforman la provincia de Condesuyos en el Departamento de Arequipa, en el Perú.
Desde el punto de vista jerárquico de la Iglesia católica forma parte de la Prelatura de Chuquibamba en la Arquidiócesis de Arequipa.

## Historia
Del distrito fue creado mediante Ley n.º 15517 del 23 de abril de 1965, en el gobierno del Presidente Fernando Belaúnde.
Destaca el Anexo de San Juan de Chorunga donde se procesa viñales y se extrae mineral.

### Comunicaciones y vías de acceso
Los poblados se comunican con la ciudad de Arequipa, siendo las vías posibles:
- Carretera Arequipa - Valle de Majes - Camaná - Ocoña - Iquipí - San Juan de Chorunga: correctamente asfaltada y señalizada entre Arequipa y Ocoña, afirmada con baches entre Ocoña e Iquipí, trocha sin afirmar entre Iquipí y San Juan de Chorunga.

Se sigue el trayecto de Arequipa hasta el Valle de Majes pasando rumbo noroeste por el kilómetro 48, se toma el desvío a Camaná y se sigue de frente por la carretera pegada al Océano hasta llegar al poblado de Ocoña donde se toma desvío rumbo norte siguiendo el río Ocoña hasta llegar al desvío donde se toma el camino de la derecha, el de la izquierda va hacia Caravelí, hasta llegar a Iquipí de donde se sigue rumbo Noreste hasta llegar al anexo de San Juan de Chorunga.

## Deportes
El distrito cuenta con el Estadio Municipal de Iquipí como sede principal donde se juega la Liga Distrital de Río Grande, otro escenario donde también se juega esta liga es el Estadio Municipal de San Juan de Chorunga.
Entre los equipos más conocidos figuran el Sport Rosario de Iquipí y el CSD San Juan de Chorunga del Anexo del mismo nombre, ambos incluso han llegado a jugar Etapa Departamental de la Copa Perú.

## Autoridades

### Municipales
- 2023 - 2026[3]
  - Alcalde: Ronal Marcos Medina Tejada.
  - Regidores:

  1. Antenor Ramón Zúñiga Coa
  2. Freny Quispe Vera
  3. Paul Atalo Salinas Tijero
  4. Gianella Iris Vera Salinas
  5. Víctor Hugo Cáceres Vásquez.

### Religiosas
- Obispo Prelado: Mons. Jorge Enrique Izaguirre Rafael.

## Festividades
- Carnavales.
- Virgen de la Altagracia.
- La pisa de uva.